# Dennis Kucinich
Dennis John Kucinich (AFI: [kuːˈsɪnɪtʃ], 8 de octubre de 1946) es un político estadounidense miembro del Partido Demócrata. Fue el alcalde número 53 de Cleveland, Ohio desde 1977 hasta 1979. Es miembro de la Cámara de Representantes de los Estados Unidos por el Distrito 10 de Ohio. Fue candidato a Presidente de los Estados Unidos en 2004 y para las elecciones de 2008, en las dos no obtuvo suficiente apoyo en el proceso de la primarias por lo que se tuvo que retirar. Actualmente preside el Subcomité de Políticas Domésticas de la Cámara.

## Datos personales

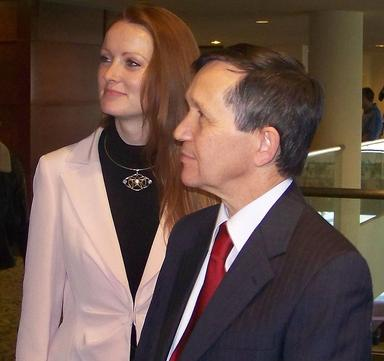
2008 en Manchester, New Hampshire, Parejas en Estados Unidos, Dennis Kucinich en 2008, Campaña presidencial de Dennis Kucinich, 2008 en New Hampshire, Elizabeth Kucinich, Moda en 2008, Enero de 2008 en New Hampshire

El matrimonio Frank y Virginia Kucinich tuvo a su hijo Dennis en Cleveland. Fue el menor de siete hijos. Su padre, croata, era camionero; su madre, irlandesa americana, era ama de casa. En 1973, se graduó en la universidad "Case Western Reserve University" con una licenciatura en artes, y un postgrado en artes. Kucinich es católico, pero a pesar de ello está a favor del matrimonio homosexual y es defensor del medio ambiente. Se ha divorciado dos veces, y tiene una hija llamada Jackie de su matrimonio con Sandra Lee McCarthy. El 21 de agosto de 2005 contrajo matrimonio con su tercera esposa, Elizabeth Harper.
Es uno de los pocos políticos veganos de los Estados Unidos.

## Carrera política
Antes de cumplir 30 años fue elegido alcalde en la ciudad de Cleveland. Posteriormente ganó un puesto como congresista por el estado de Ohio. Intentó ser el candidato demócrata a Presidente de los Estados Unidos en 2004 sin conseguirlo. Su posición respecto a Irak es una solución diplomática y no militar.
Intentó ser candidato a Presidente de los EE. UU. otra vez en el 2008. Él siempre enfatiza que de los candidatos demócratas principales, él es el único que siempre ha votado en el Congreso en contra de la intervención en Irak.
Muchos en Estados Unidos le identifican con la extrema izquierda. En comparación con los políticos europeos, por ejemplo, estaría situado en el centro izquierda. Por temas como la sanidad pública, pena de muerte, la guerra en Irak, aborto, gasto militar, educación pública, etc.

## Curiosidades
En la serie Padre de Familia aparece mencionado en una pegatina en la parte de atrás del coche de Brian, uno de los personajes.